# Stephan Klecha

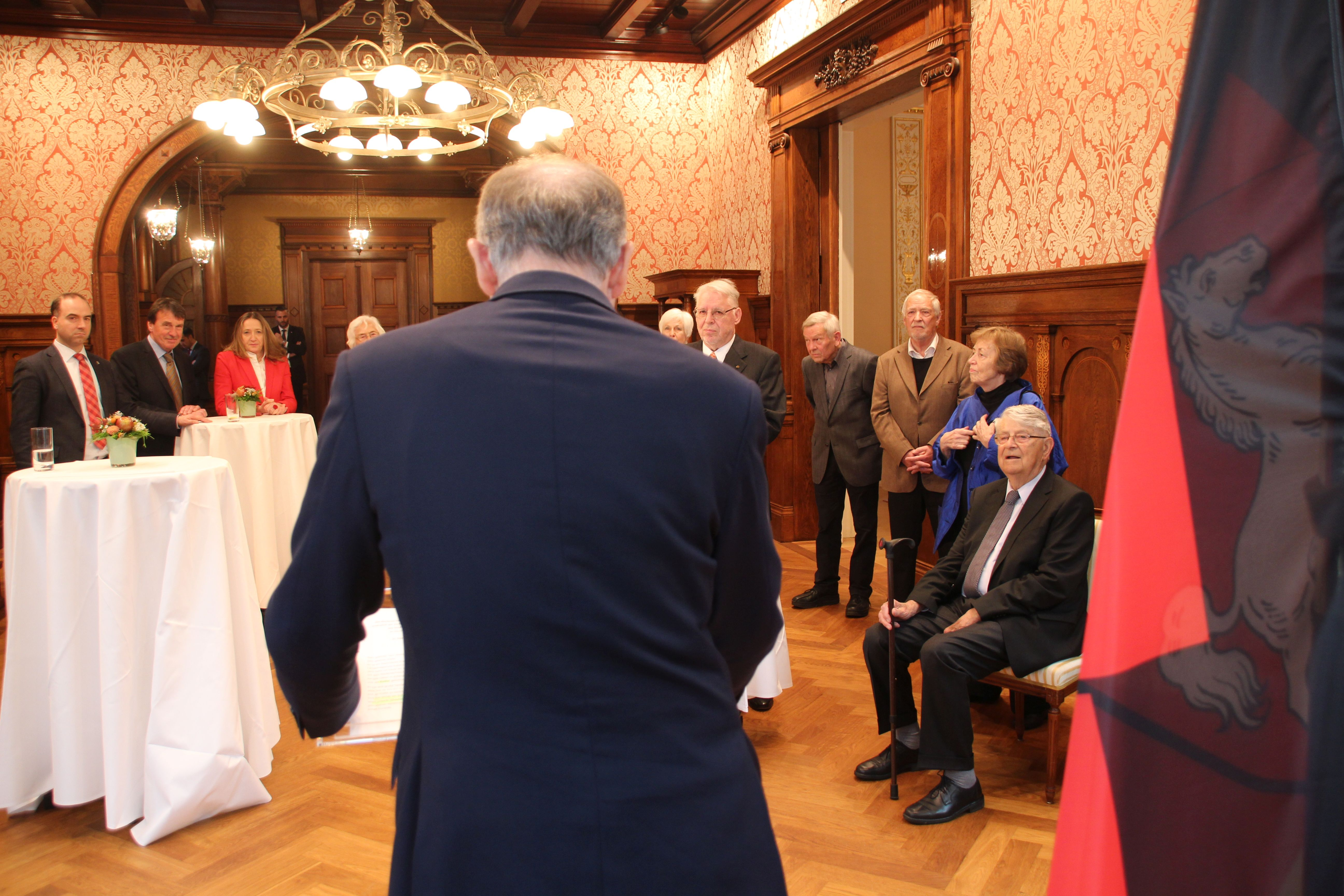
Stephan Klecha (links) neben Wolfgang Jüttner und Gabriele Andretta im Gästehaus der Niedersächsischen Landesregierung bei der Verleihung des Niedersächsischen Verdienstordens an Klaus Wettig. Ministerpräsident Stephan Weil (Rückenansicht) bei seiner Rede. Rechts von ihm Klaus Wettig, weiter rechts Inge Wettig-Danielmeier.

Stephan Klecha (* 29. Juli 1978 in Göttingen) ist ein deutscher Sozialwissenschaftler.

## Leben
Nach dem Abitur am Theodor-Heuss-Gymnasium in Göttingen mit einem Notendurchschnitt von 1,2 studierte Klecha in den Jahren 1999 bis 2004 Sozialwissenschaften an der Georg-August-Universität Göttingen. Danach war er wissenschaftlicher Mitarbeiter am Institut für Regionalforschung in Göttingen und wurde ebendort im Jahr 2009 mit der Dissertation Die IG Metall und ihre Jugendarbeit. Zur Rolle gewerkschaftlicher Jugendarbeit bei Generationseinheiten mit magna cum laude zum Dr. phil. promoviert. Nach Zwischenstationen in Berlin an der Humboldt-Universität und Freien Universität sowie in Nürnberg war er in den Jahren 2012 bis 2015 wissenschaftlicher Mitarbeiter am Göttinger Institut für Demokratieforschung. Seit 2013 arbeitete er zusammen mit Franz Walter an der Aufklärung pädophiler Tendenzen bei den Grünen. Er arbeitet seit dem Jahr 2015 bei der Region Hannover als Sachbearbeiter im Team Statistik.
Stephan Klecha habilitierte sich im Jahr 2016 und ist Privatdozent für Politikwissenschaft mit dem Schwerpunkt Regierungssystem der Bundesrepublik Deutschland am Institut für Politikwissenschaft der Universität Göttingen.
Er ist Mitglied der SPD und war in jüngerer Zeit mehrfach Delegierter auf (Bundes-)Parteitagen der SPD. Als Schatzmeister wirkt er im Vorstand des SPD-Bezirks Hannover. Klecha lebt in Göttingen und hat eine Tochter.

## Schriften (Auswahl)
- Die IG Metall und ihre Jugendarbeit. Generationskonflikte, Netzwerke, Wirkungen. Vorwärts-Buch, Berlin 2010, ISBN 978-3-86602-432-8 (zugleich: Dissertation, Universität Göttingen, 2009).
- mit Alexander Hensel, Franz Walter: Meuterei auf der Deutschland. Ziele und Chancen der Piratenpartei. Suhrkamp, Berlin 2012, ISBN 978-3-518-06211-1.
- Bundeskanzler in Deutschland. Grundlagen, Funktionen, Typen. Budrich, Opladen, Berlin 2012, ISBN 978-3-8474-0003-5.
- mit Alexander Hensel: Zwischen digitalem Aufbruch und analogem Absturz. Die Piratenpartei. Budrich, Opladen/Berlin 2013, ISBN 978-3-8474-0116-2.
- mit Franz Walter, Alexander Hensel (Hrsg.): Die Grünen und die Pädosexualität. Eine bundesdeutsche Geschichte. Vandenhoeck & Ruprecht, Göttingen 2015, ISBN 978-3-525-30055-8.
- Die Grünen zwischen Empathie und Distanz in der Pädosexualitätsfrage. Anatomie eines Lernprozesses. Springer VS, Wiesbaden 2017, ISBN 978-3-658-07580-4 (zugleich: Habilitationsschrift, Universität Göttingen, 2016).
- Der treue Funktionär Otto Buchwitz. Vom traditionellen Sozialdemokraten zum überzeugten Unterstützer der SED. Dietz, Bonn 2023, ISBN 978-3-8012-4292-3.